# Kavkaška Iberija
V grško-rimski geografiji je bila Iberija (Ἰβηρία Iberia; latinsko Hiberia; partsko wurğān; srednjeperzijsko wiručān) eksonim za gruzijsko kraljestvo Kartli ali Iverijo (gruzinsko ქართლის სამეფო ali ივერიის სამეფო), znan po svoji osrednji provinci. Kraljestvo je obstajalo med klasično antiko in zgodnjim srednjim vekom, bodisi kot neodvisna država bodisi kot odvisna od večjih imperijev, zlasti Sasanidskega in Rimskega cesarstva. Iberija, s središčem današnje vzhodne Gruzije, je na zahodu mejila na Kolhido, na vzhodu na Kavkaško Albanijo in na jugu na Armenijo.
Njeno prebivalstvo, Iberci (Iverci), so tvorili jedro Kartvelov (tj. Gruzijcev). Iberija, ki so ji vladale kraljeve rodbine Farnavazidi, Artaksiadi, Arsakidi in Hozroidi, je skupaj s Kolhido na zahodu tvorila jedro enotnega srednjeveškega Gruzijskega kraljestva pod dinastijo Bagratidov.
V 4. stoletju, med vladavino kralja Mirijana III., je krščanstvo postalo državna religija kraljestva. Od začetka 6. stoletja n. št. se je položaj kraljestva kot sasanidske vazalne države spremenil v neposredno perzijsko oblast. Leta 580 je kralj Hormizd IV. (578–590) po smrti kralja Bakurja III. odpravil monarhijo, Iberija pa je postala perzijska provinca, ki ji je vladal marzpan (guverner).
Izraz kavkaška Iberija se uporablja tudi za razlikovanje od Iberskega polotoka v jugozahodni Evropi.

## Ime
Vsi eksonimi verjetno izhajajo iz besede gorğān (گرگان), perzijske oznake za Gruzijce, ki se je razvila iz partskega wurğān (𐭅𐭓𐭊𐭍) in srednjeperzijskega wiručān (𐭥𐭫𐭥𐭰𐭠𐭭), ki izvira iz staroperzijskega vrkān (𐎺𐎼𐎣𐎠𐎴) , ki pomeni 'dežela volkov'. To se odraža tudi v staroarmenskem virk (վիրք), ki je vir starogrške besede ibēríā (Ἰβηρία), ki je v latinščino vstopila kot Hiberia. Preobrazba vrkān v gorğān in sprememba v v g je bil fonetični pojav v besedotvorju protoarijskih in staroiranskih jezikov. Vsi eksonimi so preprosto fonetične različice istega korena vrk/varka (𐎺𐎼𐎣), ki pomeni volk.
Zgodovinar Adolfo Domínguez Monedero trdi, da so ime Iberski dali stari Grki dvema različnima ljudstvoma, ki sta bila na skrajnih koncih svojega sveta (na Iberskem polotoku in Kavkazu) zaradi mitskega bogastva, povezanega z njima (Tartessos in zlato runo Kolhide).

## Zgodovina

### Zgodnja zgodovina
V najzgodnejših časih je območje Kavkaške Iberije naseljevalo več sorodnih plemen, ki izvirajo iz kulture Kura-Araxes.
Po Cyrilu Toumanoffu so bili Moškijci zgodnje protogruzijsko pleme, ki je igralo vodilno vlogo pri utrjevanju iberskih plemen, ki so večinoma naseljevala vzhodno in južno Gruzijo. Moškijci so se morda počasi premikali proti severovzhodu in med potovanjem ustanavljali naselja. Eno od teh je bila Mcheta, bodoča prestolnica Iberskega kraljestva. Plemenu Mcheta je kasneje vladal knez, lokalno znan kot mamasakhlisi (»oče družine« v gruzijščini).
Pisni viri za zgodnja obdobja iberske zgodovine so večinoma srednjeveške gruzijske kronike, ki jih sodobna znanost razlaga kot pollegendarne pripovedi. Ena takih kronik, Moktsevaj Kartlisaj (»Spreobrnitev Kartlija«), omenja, da je vladar po imenu Azo s svojim ljudstvom prišel iz Arian-Kartlija – prvotnega doma protoibercev, ki so bili pod oblastjo Ahemenidov do padca Ahemenidskega cesarstva – in se naselil na mestu, kjer naj bi bila ustanovljena Mcheta. Druga gruzijska kronika, Kartlis Tskhovreba (»Zgodovina Kartlija«), trdi, da je bil Azo Aleksandrov častnik, ki je pobil lokalno vladajočo družino in osvojil območje, dokler ga konec 4. stoletja pred našim štetjem ni premagal princ Farnavaz, takratni lokalni poglavar.
Zgodba o Aleksandrovem vdoru v Kartli, čeprav legendarna, kljub temu odraža vzpostavitev gruzijske monarhije v helenističnem obdobju in željo kasnejših gruzijskih literatov, da bi ta dogodek povezali s slavnim osvajalcem.

### Farnavaz I. in njegovi potomci
Faravaz je po zmagi v boju za oblast postal prvi kralj Iberije (ok. 302 – ok. 237 pr. n. št.). Po kasnejših gruzijskih kronikah je po odbijanju invazije podjarmil sosednja območja, vključno s precejšnjim delom zahodne gruzijske države Kolhide (lokalno znane kot Egrisi), in očitno si je zagotovil priznanje novo ustanovljene države s strani Selevkidov v Siriji. Pravijo tudi, da je Farnavaz zgradil veliko citadelo Armazcihe in tempelj bogu Armaziju ter ustvaril nov sistem upravljanja, ki je državo razdelil na več okrožij, imenovanih saeristavos.
Njegovi nasledniki so nadzorovali gorske prelaze Kavkaza, med katerimi je bil najpomembnejši Darial (znan tudi kot Iberska vrata).
Obdobje po tem času blaginje je bilo obdobje nenehnih vojn, saj se je Iberija morala braniti pred številnimi vdori na svoja ozemlja. Nekateri južni deli Iberije, ki so bili osvojeni od Armenskega kraljestva, so bili v 2. stoletju pred našim štetjem ponovno združeni z Armenijo, kolhidska ozemlja pa so se odcepila in oblikovala ločene kneževine (sceptuhoi). Konec 2. stoletja pred našim štetjem so farnavazidskega kralja Farnadžama po spreobrnitvi v zoroastrstvo odstavili njegovi lastni podložniki, krona pa je bila podeljena armenskemu princu Artaksijasu, ki je leta 93 pred našim štetjem zasedel iberski prestol in s tem ustanovil ibersko rodbino Artaksijadov.

### Rimsko obdobje in rivalstvo med Rimljani in Parti
Ta tesna povezava z Armenijo in Pontom je na državo prinesla invazijo (65 pr. n. št.) rimskega generala Pompeja, ki je bil takrat v vojni z Mitridatom VI. Pontskim in Armenijo; vendar Rim ni trajno vzpostavil svoje oblasti nad Iberijo. Devetindvajset let pozneje so Rimljani ponovno napadli (36 pr. n. št.) Iberijo in prisilili kralja Farnavaza II., da se jim pridruži v pohodu proti Albaniji.
Medtem ko je bilo drugo gruzijsko kraljestvo Kolhida upravljano kot rimska provinca, je Iberija svobodno sprejela rimsko cesarsko zaščito. Kamniti napis, odkrit v Mcheti, govori o vladarju Mihdratu I. (58–106 n. št.) iz 1. stoletja kot o »prijatelju cesarjev« in kralju »Ibercev, ki so ljubili Rim«. Cesar Vespazijan je leta 75 n. št. utrdil starodavno najdišče Arzami v Mcheti za iberske kralje.
V naslednjih dveh stoletjih se je rimski vpliv na tem območju nadaljeval, toda do vladavine kralja Farsmana II. (116–132) si je Iberija povrnila nekaj svoje nekdanje moči. Odnosi med rimskim cesarjem Hadrijanom in Farsmanom II. so bili napeti, čeprav naj bi Hadrijan poskušal pomiriti Farsmana. Vendar so se odnosi šele pod Hadrijanovim naslednikom Antoninom Pijem izboljšali do te mere, da naj bi Farsman celo obiskal Rim, kjer Kasij Dion poroča, da so mu v čast postavili kip in da so mu podelili pravico do žrtvovanja. To obdobje je prineslo veliko spremembo političnega statusa Iberije, saj jo je Rim priznal kot zaveznico, namesto kot nekdanjo podložniško državo, politična situacija pa je ostala enaka tudi med sovražnostmi cesarstva s Parti.
Od prvih stoletij krščanske dobe sta bila v Iberiji pogosto prakticirana kult Mitre in zoroastrstva. Izkopavanja bogatih grobov v Boriju, Armaziju in Zguderiju so odkrila srebrne skodelice za pitje z vtisom konja, ki stoji pri ognjenem oltarju ali ima desno sprednjo nogo dvignjeno nad oltarjem. Kult Mitre, ki ga odlikuje sinkretičen značaj in je tako dopolnjeval lokalne kulte znotraj gruzijske mitologije, zlasti kult Sonca, se je postopoma združil s starodavnimi gruzijskimi verovanji. Domneva se celo, da je moral biti Mitra predhodnik svetega Jurija v poganski Gruziji. Iranska prepričanja in načini življenja so postopoma prodrli globoko v prakse iberskega dvora in elite: armazijska pisava in »jezik«, ki temelji na aramejščini, sta bila uradno sprejeta (iz Kolhide je znanih tudi več napisov v aramejščini iz klasičnega/helenističnega obdobja); dvor je bil organiziran po iranskih vzorih, na oblačila elite je vplivala iranska noša, iberska elita je sprejela iranska osebna imena, uradni kult Armazija pa je uvedel kralj Farnavaz v 3. stoletju pred našim štetjem (ki ga srednjeveška gruzijska kronika povezuje z zoroastrstvom).

### Med Rimom/Bizancem in Perzijo
Odločilna za prihodnjo zgodovino Iberije je bila ustanovitev Sasanidskega cesarstva leta 224, ki jo je ustanovil Ardašir I.. Z zamenjavo šibkega Partskega cesarstva z močno, centralizirano državo se je politična usmeritev Iberije oddaljila od Rima. Iberija je postala vazal Sasanidske države med vladavino Šapurja I. (241–272). Zdi se, da so bili odnosi med državama sprva prijateljski, saj je Iberija sodelovala v perzijskih pohodih proti Rimu, iberski kralj Amazasp III. (260–265) pa je bil naveden kot visok dostojanstvenik Sasanidskega cesarstva, ne pa kot vazal, ki je bil podjarmljen z orožjem. Toda agresivne težnje Sasanidov so bile očitne v njihovem širjenju zoroastrstva, ki se je v Iberiji verjetno uveljavil med letoma 260 in 290.
Vendar pa je Rimsko cesarstvo v miru v Nisibisu (298) ponovno pridobilo nadzor nad Kavkaško Iberijo kot vazalno državo in priznalo vladavino nad vsem kavkaškim območjem, hkrati pa je za iberskega kralja priznalo Mirijana III., prvega iz rodbine Hozroidov.

### Sprejetje krščanstva in sasanidsko perzijsko obdobje
Rimska prevlada se je izkazala za ključno v verskih zadevah, saj so se kralj Mirian III. in vodilni plemiči okoli leta 319 spreobrnili v krščanstvo in ga razglasili za državno religijo. Dogodek je povezan z misijo kapadokijske ženske, svete Nine, ki je od leta 303 oznanjala krščanstvo v gruzijskem kraljestvu Iberija (vzhodna Gruzija).
Religija je postala močna vez med Gruzijo in Rimom (kasneje Bizancem) ter je imela velik vpliv na kulturo in družbo države. Iranski elementi v gruzijski umetnosti so postopoma izginili s sprejetjem krščanstva v 4. stoletju.
Vendar pa je Rim po tem, ko je bil cesar Julijan leta 363 ubit med svojim neuspešnim pohodom v Perzijo, odstopil Perziji nadzor nad Iberskim polom, kralj Varaz-Bakur I. (Asfagur) (363–365) pa je postal perzijski vazal, kar je leta 387 potrdil Acilisinski mir. Vendar pa je kasnejši vladar Kartlija, Farsman IV. (406–409), ohranil avtonomijo svoje države in prenehal plačevati davke Perziji. Perzija je prevladala in sasanidski kralji so začeli imenovati podkralja (pitiaxae/bidaxae), ki je nadzoroval njihovega vazala. Sčasoma so funkcijo v vladarski hiši Spodnjega Kartlija razglasili za dedno, s čimer so ustanovili Kartlijski pitiaksat, ki je pod svojim nadzorom dobil obsežno ozemlje. Čeprav je ostal del kraljestva Kartli, so njegovi podkralji njegovo domeno spremenili v središče perzijskega vpliva. Sasanidski vladarji so krščanstvo Gruzijcev postavili na hudo preizkušnjo. Širili so Zoroastrov nauk in do sredine 5. stoletja je zoroastrstvo postalo druga uradna religija v vzhodni Gruziji poleg krščanstva.
Zgodnjo vladavino iberskega kralja Vahtanga I., imenovanega Gorgasali (447–502), je zaznamovalo relativno oživitev kraljestva. Kot vazal Perzijcev si je zagotovil severne meje s podjarmljenjem kavkaških gorjanov in pod svoj nadzor prevzel sosednja zahodna in južna gruzijska ozemlja. V Mcheti je ustanovil avtokefalni patriarhat, Tbilisi pa je postal njegova prestolnica. Leta 482 je vodil splošni upor proti Perziji in začel obupano vojno za neodvisnost, ki je trajala dvajset let. Ni mogel dobiti bizantinske podpore in je bil na koncu poražen ter leta 502 umrl v bitki.

### Padec kraljestva
Nenehno rivalstvo med Bizancem in sasanidsko Perzijo za prevlado na Kavkazu ter naslednji neuspešni upor (523) Gruzijcev pod Gurgenom sta imela hude posledice za državo. Po tem je imel iberski kralj le nominalno moč, medtem ko so državi dejansko vladali Perzijci. Leta 580 je Hormizd IV. (578–590) po smrti iberskega kralja Bakurija III. odpravil monarhijo in Iberija je postala perzijska provinca, ki ji je vladal marzpan (guverner). Gruzijski plemiči so leta 582 pozvali bizantinskega cesarja Mavricija, naj oživi Ibersko kraljestvo, vendar sta se leta 591 Bizanc in Perzija dogovorila, da si Iberijo razdelita med seboj, pri čemer naj bi Tbilisi pripadel perzijskim rokam, Mcheta pa bi bila pod bizantinskim nadzorom.
Na začetku 7. stoletja se je premirje med Bizancem in Perzijo razblinilo. Iberski knez Štefan I. (ok. 590–627) se je leta 607 odločil združiti moči s Perzijo, da bi ponovno združil vsa ozemlja Iberije, kar mu je očitno uspelo. Toda ofenziva cesarja Heraklija leta 627 in 628 je prinesla zmago nad Gruzijci in Perzijci ter zagotovila bizantinsko prevlado v zahodni in vzhodni Gruziji do invazije Arabcev na Kavkaz.

### Arabsko obdobje in obnova kraljevanja
Arabci so Iberijo dosegli okoli leta 645 in prisilili njenega eristava (kneza) Štefana II. (637–ok. 650), da se je odpovedal zvestobi Bizancu in priznal kalifa za svojega suverena. Iberija je tako postala vazalna država in okoli leta 653 je bil v Tbilisiju postavljen arabski emir. Na začetku 9. stoletja je eristavi Ašot I. (813–830) iz nove dinastije Bagratidi iz svojega oporišča v jugozahodni Gruziji izkoristil oslabitev arabske oblasti in se uveljavil kot dedni knez (z bizantinskim nazivom kuropalat) Iberije. Naslednik, Adarnase IV. Iberski, ki je bil formalno vazal Bizanca, je bil leta 888 kronan za 'kralja Iberije'. Njegov potomec Bagrat III. (vladal 975–1014) je združil različne kneževine v združeno gruzijsko monarhijo.

## Vzhodni in zahodni Iberci
Podobnost imena s starimi prebivalci Iberskega polotoka, »zahodnimi« Iberci, je privedla do ideje o etnogenetskem sorodstvu med njimi in ljudstvom kavkaške Iberije (imenovanimi »vzhodni« Iberci).
Zagovarjali so jo različni antični in srednjeveški avtorji, čeprav so se razlikovali v pristopu k problemu prvotnega kraja njihovega izvora. Zdi se, da je bila teorija priljubljena v srednjeveški Gruziji. Ugledni gruzijski verski pisec Jurij Hagiorit (1009–1065) je pisal o želji nekaterih gruzijskih plemičev, da bi odpotovali na Iberski polotok in obiskali lokalne Gruzijce na Zahodu, kot jih je imenoval.